# Susanne Lorenz

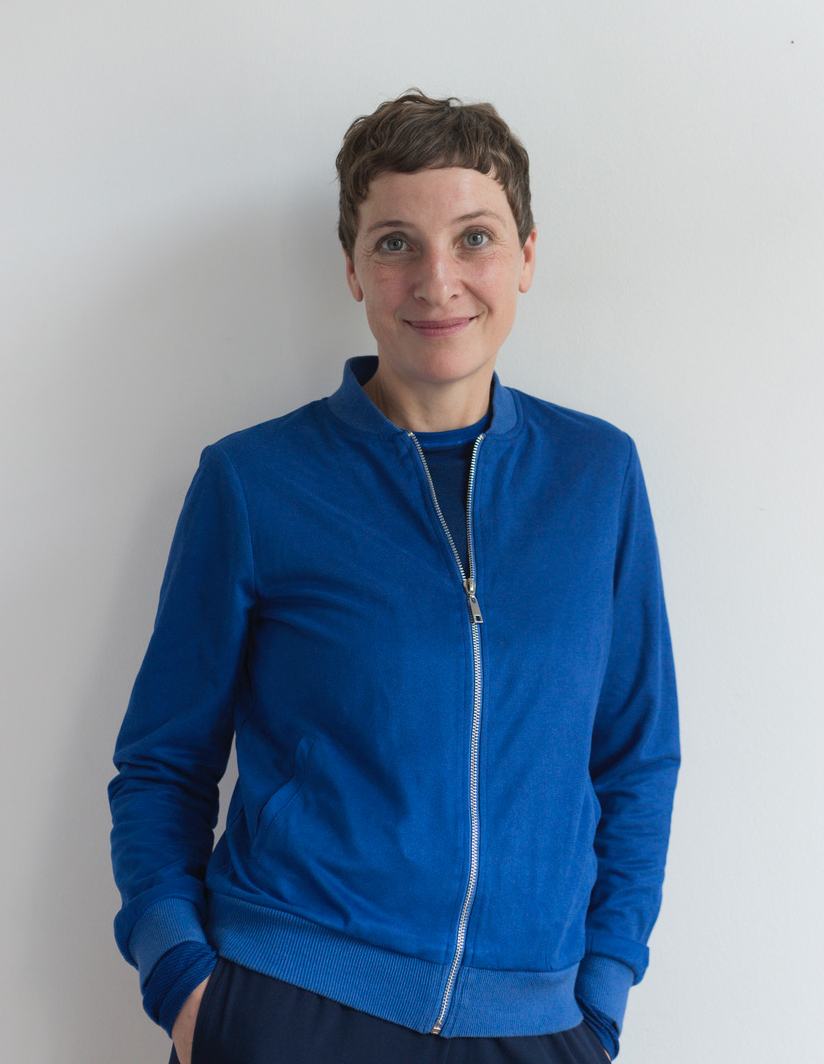
Susanne Lorenz, 2019, fotografiert von Wiebke Loeper

Susanne Lorenz (* 1969 in Hannover) ist eine deutsche Bildende Künstlerin und seit 2010 Professorin für Bildende Kunst an der Universität der Künste Berlin.

## Leben
Lorenz studierte Bildende Kunst sowie Kunst- und Architekturwissenschaft und Großfach Kunst an der HBK Braunschweig und an der HdK Berlin sowie an der Technischen Universität Berlin.
Von 2001 bis 2006 lehrte Susanne Lorenz am Lette-Verein Berlin, von 2006 bis 2010 war sie Professorin an der Hochschule für Bildende Künste Hamburg. Seit 2010 ist Susanne Lorenz Professorin an der Universität der Künste Berlin und leitet hier die Grundlehre Bildende Kunst.

## Werk

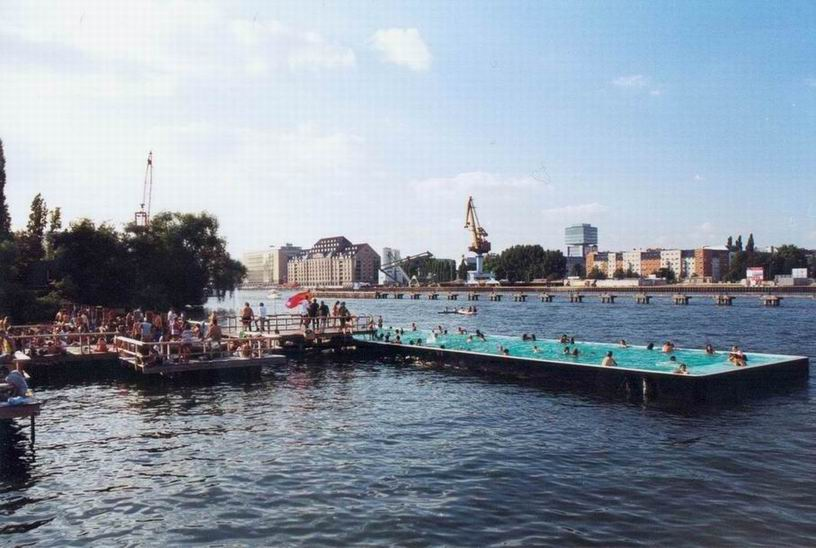
Badeschiff (Berlin) (2002)

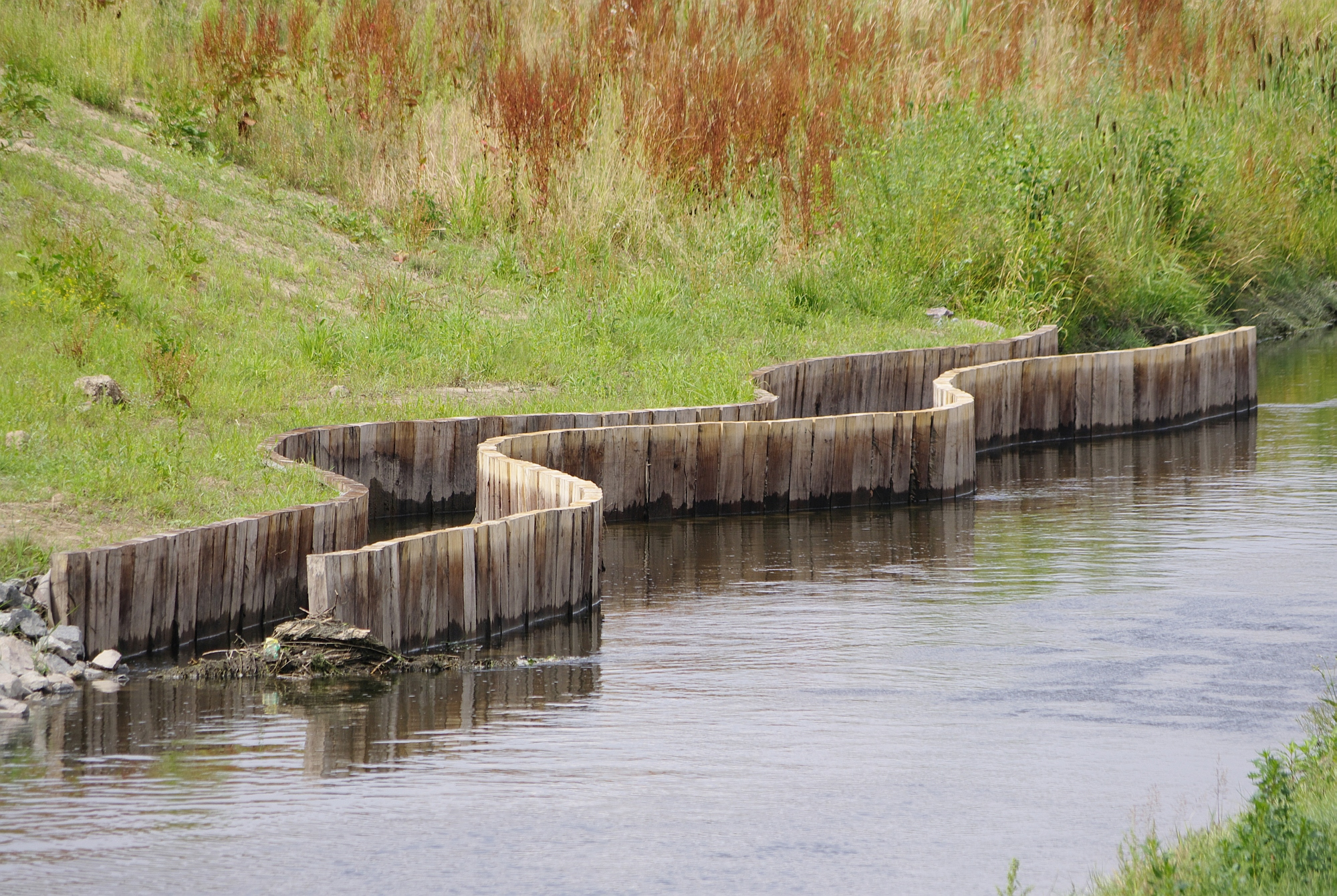
Line of Beauty – das fünfte Klärwerk, Fluss Seseke bei Kamen (2010) im Kunstprojekt Über Wasser Gehen

Die künstlerischen Arbeiten von Susanne Lorenz zeugen von einem raumbezogenen und interdisziplinären Ansatz, neben Objekten und Installationen entstehen großformatige Arbeiten für den öffentlichen und halböffentlichen Raum.
Beispiele sind u. a. die Installationen nach Japan (1999/2000) in den Sophienhöfen in Berlin, Tagbouquett in Wiesbaden (2006), Selbstähnlich (Laterne) in Wiesbaden (seit 2010), Suchbilder in der JVA Wrietzen (2004), Line of Beauty – das fünfte Klärwerk im Fluss Seseke bei Kamen/Bergkamen (2010), Rotation Rebound und Rebound Rotation (beide mit Tilman Wendland) im Haus am Lützowplatz und IG Metall Haus in Berlin (2021), On Hold in Baden CH (2022) u.v.a.m.
International bekannt ist das Badeschiff, ein zu einem schwimmenden Schwimmbad umgebauter Lastkahn in der Berliner Spree, das Lorenz 2002 zusammen mit AMP Arquitectos und Gil Wilk im Rahmen der Ausstellung con_con entwarf (Kuratorin Heike Catherina Mertens). Im Jahr 2004 wurde das Badeschiff von der Kulturarena e.V. am Berliner Osthafen eröffnet und wird bis heute betrieben.
Neben Katalogen zur eigenen künstlerischen Arbeit gab Susanne Lorenz zur künstlerischen Praxis und Lehre die Bücher Vom Anfangen (Hg. Thomas Düllo / Susanne Lorenz), Hamburg 2016 sowie (Hg. Susanne Lorenz) grund. Übung/Haltung, Hamburg 2021 heraus.

## Auszeichnungen
- 1994–1997 Künstlerförderung des Cusanuswerkes
- 1997–1999 Nafög-Stipendium des Berliner Senats
- 1997–1999 DAAD-Reisestipendium Japan, China
- 1999 Jahresstipendium der Bezirksregierung Hannover
- 1999 1. Preis für "Rote Hügellandschaft", Berlin
- 2000 DAAD-Stipendium England
- 2000 1. Preis für "Sehwege", Schlosspark Ahrensburg bei Hamburg
- 2000 Katalogförderung des Berliner Senats
- 2002 Stipendium des Landes Schleswig-Holstein, Kloster Cismar
- 2002 Paris-Stipendium der Französischen Regierung
- 2002 Casa Baldi-Stipendium des Berliner Senat
- 2002/2004 1. Preis für Badeschiff, mit AMP Arquitectos und Gil Wilk
- 2003 Atelierstipendium der Karl-Hofer-Gesellschaft
- 2004 1. Preis für "Suchbilder", Jugendstrafanstalt Wrietzen
- 2004 Atelierpreis der Karl-Hofer-Gesellschaft
- 2005 Arbeitsstipendium der Stiftung Kunstfonds